# Convidecia
Convidecia o AD5-nCOV è un vaccino anti COVID-19 a vettore virale a dose singola sviluppato da CanSino Biologics che ha condotto i suoi studi di Fase III in Argentina, Cile, Messico, Pakistan, Russia, e Arabia Saudita con 40.000 partecipanti.
Nel febbraio 2021, i dati globali degli studi di Fase III e 101 casi di COVID hanno mostrato che il vaccino aveva un'efficacia del 65,7% nella prevenzione dei sintomi moderati di COVID-19 e un'efficacia del 91% nella prevenzione di malattie gravi.  
Convidecia è simile ad altri vaccini vettoriali virali come AZD1222, Gam-COVID- Vac e Ad26.COV2.S sviluppati da AstraZeneca e da Gamaleya.
Il suo regime a dose singola e il normale requisito di conservazione in frigorifero (da 2° a 8 °C) potrebbero renderlo un'opzione vaccinale favorevole per molti paesi. Attualmente è in fase di valutazione da parte dell'OMS per l'elenco degli usi di emergenza. 
Uno studio di fase I pubblicato su The Lancet ha mostrato che due dosi di una versione spray nasale di Convidecia hanno provocato risposte anticorpali neutralizzanti simili all'iniezione di una dose esistente. 
Convidecia e la versione pachistana chiamata Pakvac sono stati approvati per l'uso da parte di alcuni paesi dell'Asia, Europa e America Latina. La capacità di produzione di Ad5-NCov dovrebbe raggiungere i 500 milioni di dosi nel 2021.
La produzione avverrà in Cina, con riempimento e finitura del vaccino anche in Malesia, Messico e Pakistan.

## Studi Clinici
All'inizio del 2020, Chen Wei ha guidato un team congiunto dell'Institute of Biotechnology, dell'Academy of Military Medical Sciences e CanSino Biologics per sviluppare AD5-nCOV. Secondo i media statali cinesi, il 17 marzo 2020 il team ha registrato un vaccino sperimentale COVID-19 per la sperimentazione di Fase I in Cina per testarne la sicurezza. 
Lo studio è stato condotto su 108 adulti sani di età compresa tra 18 e 60 anni in due strutture mediche a Wuhan, nella provincia di Hubei. 
Ad aprile, Ad5-nCoV è diventato il primo vaccino candidato al mondo per il COVID-19 ad iniziare gli studi di Fase II.  I risultati dello studio di fase II sono stati pubblicati sulla rivista peer-reviewed The Lancet nell'agosto 2020 e hanno rilevato le risposte anticorpali e dei linfociti T neutralizzanti sulla base di analisi statistiche di dati che hanno coinvolto 508 partecipanti idonei.  A settembre, Zeng Guang, scienziato capo del Centro cinese per il controllo e la prevenzione delle malattie, ha affermato che la quantità di anticorpi COVID-19 nei soggetti degli studi di Fase I è rimasta elevata sei mesi dopo il primo colpo. Zeng ha affermato che gli alti livelli di anticorpi hanno suggerito che i colpi possono fornire immunità per un lungo periodo di tempo, sebbene fossero ancora necessari risultati di Fase III. Il 24 settembre, CanSino ha iniziato studi di Fase IIb su 481 partecipanti per valutare la sicurezza e l'immunogenicità di Ad5-nCoV per bambini di età compresa tra 6 e 17 anni e anziani di età pari o superiore a 56 anni. 
Ad agosto, la National Intellectual Property Administration cinese ha rilasciato a CanSino il primo brevetto per il vaccino COVID-19 del paese. 
Il 16 maggio 2020, il primo ministro canadese Justin Trudeau ha annunciato che Health Canada aveva approvato studi di Fase II da condurre dal Canadian Center for Vaccinology (CCfV) sul vaccino COVID-19 prodotto da CanSino. Scott Halperin, direttore del CCfV, ha affermato che il vaccino non sarà l'unico ad essere sottoposto a studi clinici in Canada e qualsiasi potenziale vaccino non sarà disponibile pubblicamente fino al completamento della fase 3.  Se le sperimentazioni sui vaccini avessero avuto successo, il Consiglio Nazionale delle Ricerche lavorerebbe con CanSino per produrre e distribuire il vaccino in Canada. Nell'agosto 2020, il Consiglio nazionale delle ricerche ha rivelato che il vaccino non era stato approvato dalla dogana cinese per la spedizione in Canada, dopodiché la collaborazione tra CanSino e il Canadian Center for Vaccinology è stata abbandonata. 

### Prove spray nasali
Nel settembre 2020, CanSino ha iniziato uno studio di fase I in Cina con 144 adulti per determinare la sicurezza e l'immunogenicità quando somministrato come spray nasale, in contrasto con i vaccini COVID-19 che richiedono l'iniezione intramuscolare. Il 3 giugno 2021, l'espansione degli studi clinici è stata approvata dall'NMPA e lo spray nasale ha richiesto l'elenco per uso di emergenza. 
Nel luglio 2021, i risultati pubblicati su The Lancet hanno mostrato che due dosi dello spray nasale hanno prodotto risposte anticorpali neutralizzanti simili all'iniezione monodose esistente e hanno raccomandato di valutare l'efficacia e il rapporto costo-efficacia del vaccino nasale negli studi di Fase II/III. 

### Fase III
Nell'agosto 2020, l'Arabia Saudita ha confermato che avrebbe iniziato le prove di Fase III su 5.000 persone per Ad5-nCoV nelle città di Riyadh, Dammam e La Mecca. 
Nell'ottobre 2020, il Messico ha iniziato le prove di Fase III su 15.000 volontari. 
Nel settembre 2020, la Russia ha iniziato le prove di Fase III su 500 volontari, che in seguito Petrovax ha ricevuto l'approvazione dal governo per espandere a 8.000 altri volontari. 
Nel settembre 2020, il Pakistan ha avviato studi di Fase III su 40.000 volontari nell'ambito di uno studio multicentrico globale. A dicembre, circa 13.000 volontari hanno partecipato alle prove di Ad5-nCoV. 
Nel novembre 2020, il Cile ha avviato prove di Fase III su 5.200 volontari che saranno gestiti dall'Università di La Frontera. 
Nel dicembre 2020, la Fundación Huésped argentina ha avviato sperimentazioni di Fase III in 11 centri sanitari nell'area metropolitana di Buenos Aires e Mar del Plata.

### Autorizzazioni
Il 25 giugno 2020 la Cina ha approvato il vaccino per un uso limitato da parte dei militari. Nel febbraio 2021, la Cina ha approvato il vaccino per uso generale. 
Nel febbraio 2021, il Messico ed il Pakistan hanno approvato il vaccino per l'uso di emergenza. 
A marzo, l'Ungheria e la Moldova hanno approvato il vaccino per l'uso di emergenza. 
Il 15 giugno 2021, la National Pharmaceutical Regulatory Agency (NPRA) della Malesia ha emesso la registrazione condizionale per l'uso di emergenza del vaccino.
Il 7 settembre 2021, la National Agency of Drug and Food Control (BPOM) ha rilasciato l'autorizzazione all'uso di emergenza in Indonesia.